# Rugby à XV au Japon

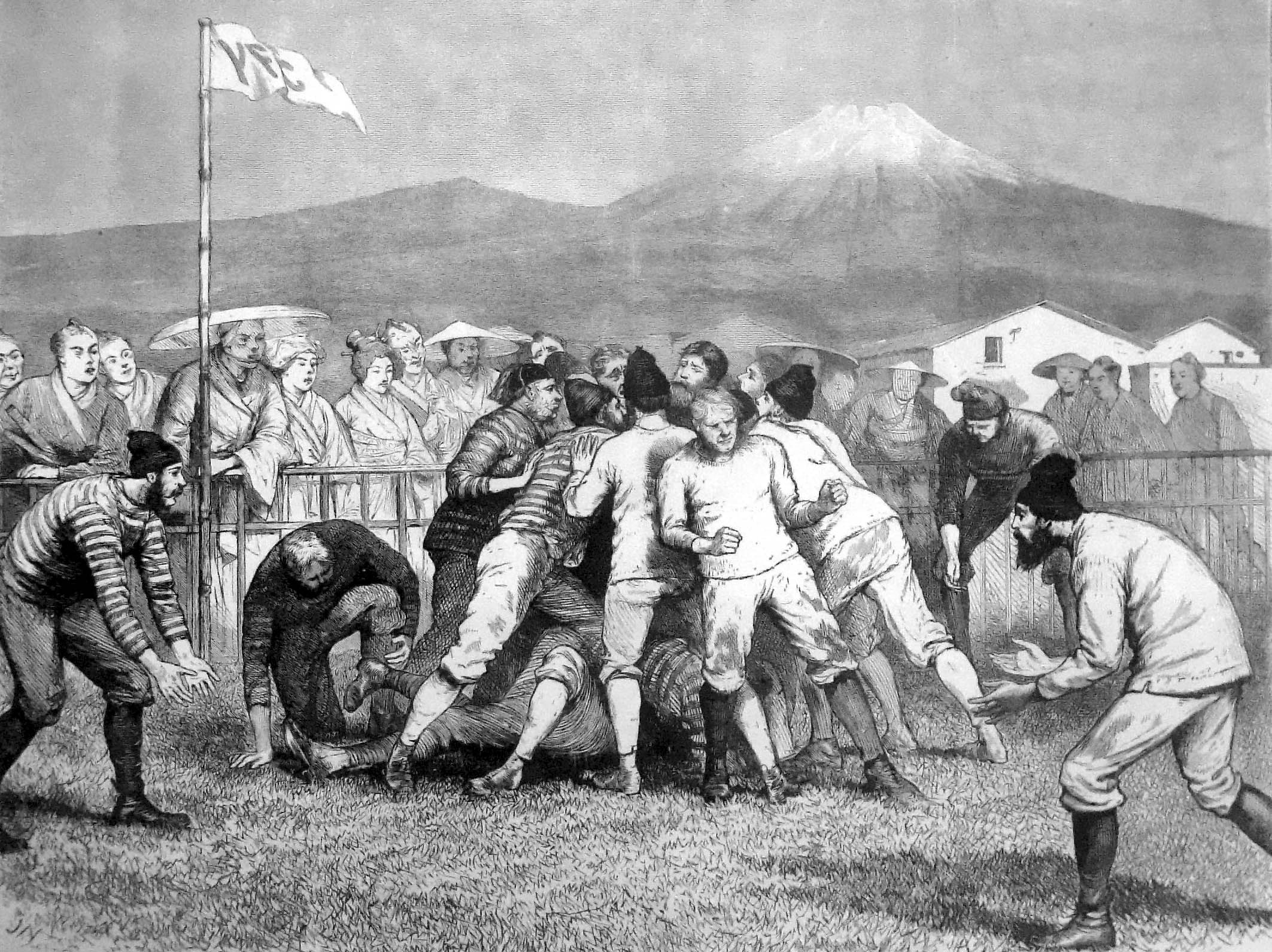
Pratique du rugby au Japon en 1874.

Le rugby à XV est un sport majeur au Japon. Il y est pratiqué depuis la fin du XIXe siècle, ce qui fait du Japon un des tout premiers pays à avoir pratiqué ce sport. En 2020 le Japon est le sixième pays dans le monde pour le nombre de licenciés, avec environ 126 000 joueurs licenciés.
L'équipe du Japon a participé régulièrement à la Coupe du monde. Aujourd'hui, le Japon est considéré comme la meilleure nation asiatique et organise un des championnats parmi les plus attractifs. À l'issue de la Coupe du monde 2019, le Japon se situe à la 8e place au classement mondial.

## Historique

### Débuts

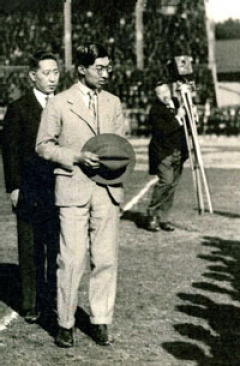
Le Prince Chichibu, jeune frère de Hirohito a été un sportif, et a soutenu le rugby au Japon.

Très souvent ignoré, voir dénigré, le rugby au Japon a pourtant une longue histoire dans cet archipel qui compte l'un des plus grands nombres de licenciés à la pratique du jeu au ballon ovale au monde.
Le rugby fait son apparition au Japon lorsque le pays sort de son isolationnisme avec la restauration de Meiji en 1868,. Les villes portuaires de Yokohama et de Kobe notamment, se développent grâce à leur ouverture aux marchands étrangers, notamment anglo-saxons. Ces derniers sont d'ailleurs de plus en plus nombreux à venir résider dans ces villes, notamment Yokohama, qui devient une grande ville cosmopolite de l'archipel. Apparaissent alors des matchs amateurs de rugby entre étrangers, mais les Japonais ne le pratiquent pas encore. La première mention d'un match de rugby, entre officiers de la marine et commerçants britanniques, date de 1868,.
Les premiers Japonais vont être les étudiants de l'université de Keio, grâce aux professeurs Edward Bramwell Clarke (1875-1934) et Ginnosuke Tanaka (1873-1933) qui rentrent au Japon en 1899 après avoir obtenu leurs diplômes de l'université de Cambridge. Ils sont immédiatement envoyés à l'université de Keio pour y enseigner et ils y créent le premier club de rugby du pays la même année. Ils deviennent les tout premiers entraîneurs de l'équipe, qu'ils dirigeront jusqu'en 1910. Keio est ainsi le plus vieux club japonais de l'histoire, plus ancien en comparaison que des clubs comme le Biarritz Olympique (1913) ou le Stade toulousain (1907) en France par exemple. Mais il faudra attendre pas moins de deux ans avant que les étudiants de Keio jouent leur premier match face à une équipe adverse, le 7 décembre 1901, lorsqu'ils affrontent enfin pour la première fois une équipe composée de joueurs étrangers résidant à Yokohama. Ils s'inclinent lourdement (35-5), mais c'est une date historique pour le rugby japonais à partir de laquelle le rugby allait enfin pouvoir se développer dans l'archipel. On comprend aussi pourquoi le rugby a une telle popularité dans les universités japonaises, car c'est tout simplement là qu'il y trouve ses origines.
Le rugby se développe très rapidement dans le pays, grâce au soutien important de la famille impériale. De nombreux clubs universitaires se créent. Puis c'est au tour des lycées où en l'espace de quelques années, le rugby va connaître un succès extraordinaire. À tel point qu'en 1917, est créé le tournoi national lycéen, première compétition officielle nationale de rugby dans le pays. Depuis sa création en 1929, 51 équipes, représentant les 47 préfectures du pays, s'affrontent de fin décembre à début janvier au Kintetsu Hanazono Rugby Stadium de Higashiosaka. Un succès fabuleux pour le rugby japonais. Dans les universités de Doshisha (1911), Waseda (1918) et Meiji (1924) par exemple, des clubs de rugby sont créés, participant à l'expansion du rugby dans l'archipel. En 1923, le premier match inter-universitaire a lieu entre Waseda et Doshisha.
Dès les années 1920, le Japon comptait déjà plus de 1 500 clubs et 60 000 licenciés, soit plus que le Pays de Galles, l’Écosse et l'Irlande réunies à l'époque.
Les équipes universitaires japonaises commencent à effectuer des tournées à l'étranger : Keio à Shanghai en 1925, Waseda en Australie en 1927, Doshisha en Mandchourie et Meiji, à Shanghai (1929).

### La création de la JRFU
Le rugby se porte alors bien. La JRFU publie à ce sujet un pamphlet baptisé The Land of the Rising Scrum (Le pays de la mêlée naissante, un jeu de mots sur le nom japonais du pays, "Nihon", qui signifie "Land of the Rising Sun" (Le pays du soleil levant), et la famille royale japonaise a toujours favorisé son essor, mais il manque une organisation pour régir tout cela. Aussi très vite l'idée d'en créer une apparaît-elle chez les dirigeants des clubs au Japon. Ce sont au départ les organisations régionales qui sont créées. La Kanto RFU (Est) est créée en 1924, la ligue Seibu (Ouest) en 1925 et la Kyushu Rugby Football Union en 1926. Il ne manquait dès lors plus qu'une organisation nationale pour superviser l'unification des règles, le calendrier des matchs nationaux et internationaux notamment, ce qui est fait le 30 novembre 1926 avec la fondation de la JRFU (Japan Rugby Football Union). Son premier président n'est autre que le prince Chichibu, qui gardera ce poste de premier président de la JRFU jusqu'à sa mort en 1953. Chichibu, président honoraire de plusieurs fédérations sportives, hérite du surnom de « Prince sportif » pour ses efforts en vue de la promotion du ski, du rugby et d'autres disciplines sportives. En 1927, Shigeru Kayama, entraîneur de l'équipe de rugby de l'université de Tokyo dans les années 1920, devient président de la JRFU. C'est à cette époque que les équipes d'entreprises, comme Kobe Steel (1928) et Kintetsu Liners (1929) sont lancés. Ces deux clubs sont aujourd'hui les plus vieux clubs présents dans la ligue professionnelle, la Top League.

### Une première grande victoire internationale
Le pays est désormais doté d'une sélection nationale, surnommée les « Cherry Blossoms » (fleurs de cerisier) ou « Brave Blossoms ». En 1932, celle-ci joue la première rencontre internationale à domicile de son histoire, face au Canada. Ces derniers avaient vaincu deux ans plus tôt les Japonais à plusieurs reprises lors de la tournée de ces derniers en Colombie-Britannique. Partis de Vancouver en bateau en compagnie d'une délégation commerciale, les Canadiens arrivent sur les côtes de l'archipel au mois de janvier. La rencontre a lieu le 31 janvier 1932 dans le Kintetsu Hanazono Stadium. Devant plus de 25 000 spectateurs, les Japonais s'imposent 9 à 8 pour leur première victoire internationale officielle.
Durant les années 1930 et le début des années 1940, le régime nationaliste japonais devient de plus en plus hostile envers le rugby, considérant ce sport comme une pratique étrangère, contrairement à la famille impériale qui le soutient. Alors que le rugby était considéré jusqu'alors comme un sport viril acceptable, son nom est brièvement remplacé par tokyu, autrement dit, « lutte contre la balle ». Durant cette période noire, les Japonais vont néanmoins exporter le rugby en Asie. C'est ainsi que le rugby apparaît en Corée du Sud et en Mandchourie, territoires occupées par le Japon. Durant la Seconde Guerre mondiale, des milliers de joueurs de rugby japonais meurent au front.
Une très grande partie des infrastructures sportives du pays sont également rasées. Malgré la guerre, de nombreux matchs ont continué à être joués jusqu'en 1943. À partir de ce moment-là, le manque d'hommes disponibles pour jouer et la menace américaine de plus en plus proches obligèrent à stopper les rencontres à venir...

### L'après-guerre
Étonnamment, le rugby va faire un retour très rapide dans le Japon en ruines de l'après-guerre, malgré les dégâts très importants et ces milliers de joueurs de rugby morts au combat. Dès septembre 1945, une publicité arrive à attirer pas moins de cinquante personnes pour disputer un match, le 23 septembre 1945, la première rencontre d'après-guerre, entre les universités de Keio et de Kyoto. Malgré quelques exemples d'avant-guerre (Kobelco Steelers, Kintetsu Liners), ce n'est qu'à partir de cette période que les entreprises vont commencer de plus en plus à soutenir le rugby, à l'image de Toshiba qui va créer son équipe en 1948. En 1949 est créé le tournoi national des sociétés, un championnat national basé sur les clubs corporatistes. Jusqu'à la fondation de la Top League en 2003, il demeurera la deuxième compétition phare du Japon aux côtés du championnat universitaire.
Le rugby va se répandre dès lors hors de sa base universitaire traditionnelle. Grâce aux efforts du prince Chichibu, de l'intérêt médiatique et du public, le rugby retrouve son rang d'avant-guerre très rapidement. Ainsi lors de la tournée de l'équipe de l'université d'Oxford au Japon en 1952, les supporters répondent présents. Les étudiants britanniques sont surpris de jouer devant des foules de 30 000 personnes. De nombreuses autres universités viendront faire une tournée dans l'archipel par la suite. Le travail effectué par le frère cadet de l'empereur Showa (Hirohito) pour remettre le rugby au premier plan au Japon a été tel qu'après sa mort le 4 janvier 1953, le Tokyo Rugby Stadium est rebaptisé Chichibunomiya Stadium (秩父宮ラグビー場|Chichibunomiya Ragubī-jō). Une statue du Prince Chichibu en tenue rugbystique y est érigée.
Les années 1960 sont un tournant dans l'histoire du rugby japonais. En 1961, la NHK Invitation Cup met aux prises les meilleures équipes universitaires et d'entreprises afin d'établir le véritable champion du Japon. Le format est modifié en 1964 et le All Japan Rugby Football Championship prend la suite. Si l'université de Doshisha remporte le premier titre en battant les Kintetsu Liners, les entreprises dominent largement le palmarès de ce tournoi qui existe toujours. En 1965, c'est le championnat national universitaire qui est créé, opposant les meilleures universités du pays (Meiji, Waseda, etc.).

### Le début de la domination de l'Asie
Sur le plan international, le rugby asiatique essaie tant bien que mal de se développer. L'ARFU (Asian Rugby Football Union) est créée en 1968 par huit pays : Japon, Hong Kong, Thaïlande, Corée du Sud, Sri Lanka, Malaisie, Singapour, Taïwan. L'organisme est reconnu par l'IRB et gère le rugby à XV en Asie. Dès 1969 est créé le championnat d'Asie des nations auquel participent ces huit nations.  La première édition se déroule naturellement au Japon et est remporté par les Japonais, qui récidivent l'année suivante en Thaïlande. Le championnat se déroule ensuite seulement tous les deux ans. Le Japon domine largement cette compétition (15 titres) avec pour seul adversaire difficile, la Corée du Sud, qui parviendra à remporter les cinq autres titres restants (1982, 1986, 1988, 1990, 2002). Plusieurs autres nations rejoindront ce championnat : la Chine et l'Inde (1998), le golfe Persique (2000) et le Kazakhstan (2002).

### Les heures de gloires
Les trois décennies 1960, 1970, 1980, marquent les heures de gloire du rugby japonais. En 1968, les Japonais battent les Junior All Blacks, l'équipe réserve de la Nouvelle-Zélande 23 à 19. En 1971, pour le centenaire de la fédération anglaise de rugby, les Anglais acceptent l'invitation des Japonais. Le 29 septembre 1971, dans le Chichibunomiya Stadium, les "Cherry Blossoms", entraînés par Tetsunosuke Onishi (professeur à l'université de Waseda) résistent héroïquement aux Anglais, ne s'inclinant que sur le score de 6 à 3 !
À partir de 1973, le Japon effectue des tournées en Europe (Angleterre, Pays de Galles, France), preuve que son rugby se porte bien. En 1983, à l'Arms Park de Cardiff, les Japonais manquent de peu le plus grand exploit de leur histoire en s'inclinant 28-24 face aux Gallois. Pendant ce temps, sur le territoire, apparaissent depuis le début des années 1970, les premiers gaijin ('« étrangers ») dans le championnat amateur japonais.
Ces derniers, venus de l'hémisphère sud notamment, reçoivent alors des grandes entreprises pour lesquelles ils jouent des salaires deux fois supérieurs que ceux des locaux, même si officiellement, le rugby est encore officiellement amateur partout dans le monde.

### Les coupes du monde 1987 et 1991
Ces belles performances internationales permettent au Japon d'être la seule nation asiatique invitée pour la première édition de la coupe du monde de rugby en 1987 en Nouvelle-Zélande. Les Cherry Blossoms feront bonne figure, s'inclinant tout d'abord 18-21 face aux États-Unis, puis 60 à 7 face aux Anglais et enfin 42-33 face à l'Australie. En 1989, le Japon réalise de nouveau un exploit en battant dans son Chichibunomiya Stadium l'Écosse, 28 à 24, le 28 mai 1989, première victoire contre une nation considérée comme majeure.
Les Japonais se qualifient ensuite pour la coupe du monde 1991 en Europe. Après un premier match très difficile face à l’Écosse, perdu 47 à 9, les Nippons réalisent ensuite de belles performances, s'inclinant 32-16 face à l'Irlande et écrasant enfin le Zimbabwe 52 à 8 pour sa toute première victoire en Coupe du monde. Le Japon termine troisième de sa poule, sa meilleure performance jusqu'en 2015.

### Après 1995, le passage manqué au professionnalisme
L'arrivée du professionnalisme au milieu des années 1990 dans les championnats des grandes nations va changer la donne. Le Japon, qui reste avec son championnat amateur des entreprises, va voir le fossé se creuser avec les nations majeures du rugby. Lors de la coupe du monde 1995 en Afrique du Sud, le Japon va énormément souffrir. Vaincus 57 à 10 par les Gallois, les Japonais vont ensuite perdre face à l'Irlande 50-28 avant de subir la plus grande défaite de leur histoire face aux All Blacks sur le score de 145 à 17. Les Nippons terminent derniers de leur poule, humiliés. Ce retard face aux équipes professionnelles se fait encore sentir lors de la Coupe du monde 1999, où le Japon est encore largement dominé par les Samoa (43-9), le Pays de Galles (64-15) et l'Argentine (33-12). Le rugby nippon est alors vraiment au plus mal et n'a surtout pas su prendre la voie du professionnalisme, contrairement par exemple à la fédération de football, la JFA (Japan Football Association), avec la création de la première division de football professionnelle, la Japan League, en 1993, et d'une deuxième division, la Japan League 2, en 1999. Pire encore, avec le succès de la Coupe du monde de football de 2002, organisée au Japon et en Corée du Sud, la popularité du football au Japon dépassa celle du rugby, pour la première fois de son histoire. Le besoin de réformer le championnat amateur des clubs d'entreprises japonais se fit de plus en plus pressant.

### La création de la Top league
La charge de cette réforme est confiée à Hiroaki Shukuzawa, ancien sélectionneur des Cherry Blossoms (1989-1991). Désireux d'amener le rugby japonais vers la voix totale du professionnalisme, il met en place la Top League, division d'élite semi-professionnelle, qui ne doit être qu'une étape vers la création finale d'un championnat 100 % professionnel. Si les joueurs japonais travaillent encore dans leurs entreprises, ils passent beaucoup plus de temps sur les terrains, tandis que les étrangers qui viennent sont des professionnels. La nouvelle compétition est inaugurée en 2003, avec 12 clubs originellement. Le championnat se joue sur une période de trois mois et les deux derniers sont relégués directement en ligues régionales (Ouest, Est et Kyushu).
Les 12 clubs semi-professionnels qui ont joué la première saison de Top League (2003-2004), remporté par Kobe Steel :
- Kobe Steel (Kobelco Steelers aujourd'hui)
- Toshiba Fuchu Brave Lupus
- Yamaha (Yamaha Jubilo aujourd'hui)
- Suntory Sungoliath
- World Fighting Bull
- NEC Green Rockets
- Sanyo Wild Knights
- Kubota Spears
- Ricoh Black Rams
- Kintetsu Liners
- Secom Rugguts
- Fukuoka Sanix (Fukuoka Sanix Blues aujourd'hui)

### Années 2010, des résultats encourageants
Le championnat, passé à 14 clubs, progresse et attire de plus en plus de stars étrangères. Au niveau international, le Japon a des résultats plus convaincants au niveau asiatique en ayant notamment remporté les quatre éditions du Tournoi des 5 nations asiatique (2008, 2009, 2010, 2011), depuis sa création en remplacement du championnat d'Asie des nations. En 2011, les Brave Blossoms ont même remporté pour la première fois de l'histoire du pays, la Coupe des nations du Pacifique, en battant les Tonga  28-27, les Fidji 24-13 et ce malgré une défaite en début du tournoi face aux Samoa (15-34).
En juillet 2009, l'IRB, la fédération internationale, annonce qu'elle octroie l'organisation de la Coupe du monde 2019 au Japon.
Cependant, les Japonais, pourtant entraînés par une star du rugby néo-zélandais, John Kirwan, souffrent encore en Coupe du monde lors de l'édition 2011 en Nouvelle-Zélande, en perdant leurs trois matches de poule face à la France 47-21, à la Nouvelle-Zélande 83-7 et aux Tonga 31-18, malgré la très grosse performance du troisième ligne Michael Leitch. Lors de la dernière rencontre, les Japonais, auteur d'une très belle première mi-temps, s'écroulent en seconde période et concèdent le nul 23-23. Les Brave Blossoms, qui pouvaient prétendre à mieux, ont finalement raté leur Coupe du monde et terminé à la dernière place de la poule.
Cet échec agace Yoshiro Mori, président de la JRFU, surtout qu'un tiers de l'effectif était des joueurs étrangers nationalisés (10 sur 30). Kirwan est remercié et remplacé par l'Australien Eddie Jones, dont la mère est japonaise, qui prend les commandes de la sélection en avril 2012 après avoir terminé sa dernière saison en tant qu'entraîneur des Suntory Sungoliath. Celui-ci annonce vouloir amener le XV japonais dans le top 10 mondial en 2015, ce qu'il'arrive à faire : en octobre 2015, à l'issue de la Coupe du monde, le japon est classé dixième nation mondiale pour la première fois de son histoire. Les faits marquants de son mandat sont une victoire dans la Coupe des nations du Pacifique en 2014 (ex-æquo avec les Samoa) et une Coupe du monde 2015 réussie et spectaculaire malgré la non qualification en quarts de finale.

### 2015, le tournant
La SANZAR annonce en octobre 2015 qu'elle intégrera une franchise japonaise dans le Super Rugby à compter de la saison 2016. Cette équipe, qui sera plus ou moins l'équipe nationale, est baptisée les Sunwolves et luttera dans une poule comprenant trois équipes sud-africaine. Cette évolution permettra aux joueurs japonais de se confronter aux meilleurs rugbymen de l'hémisphère sud afin de préparer convenablement la coupe du monde 2019.
L'équipe nationale connaît le plus grand moment de son histoire à l'occasion de la coupe du monde 2015 en Angleterre. Pendant la préparation pour la compétition, le sélectionneur Eddie Jones promet à ses joueurs qu'ils battront l'Afrique du Sud en match d'ouverture. C'est exactement ce qui se passe : le 19 septembre, les Japonais réalisent le plus grand exploit de leur histoire en battant les Sud-Africains 34-32, inscrivant l'essai de la victoire par Karne Hesketh alors que le temps réglementaire était écoulé. Cette victoire est saluée par tous les observateurs comme étant une des plus grandes performances de l'histoire du rugby,. Ce match est surnommé le « miracle de Brighton » et donne lieu à un long métrage du même nom (en) en 2019. Le Japon avec trois victoires et une défaite à l'issue des matchs de poule réalise la meilleure Coupe du monde de son histoire mais se voit éliminé par le jeu des points de bonus. C'est la première équipe de l'histoire de la Coupe du monde à se voir éliminée dès le premier tour malgré 3 victoires en 4 matchs.

### L'affirmation au plus haut niveau
Pour la Fédération japonaise de rugby à XV cette année 2015 historique doit servir de tremplin pour préparer la Coupe du monde 2019 à la maison. Pendant ces quatre années le rugby nippon va poursuivre son développement avec plus ou moins de succès.
Le nombre de licenciés passe de 106 000 en 2015 à 126 000 en 2019. Cette augmentation est remarquable après vingt ans de quasi-stagnation.
Désormais pris au sérieux par les plus grandes nations les « Cherry Blossoms », désormais emmené par l'entraîneur néo-zélandais Jamie Joseph, continuent à avoir des résultats probant en battant régulièrement en Test match des nations comme la Roumanie, la Géorgie ou l'Italie. Face aux meilleurs mondiaux la sélection japonaise enregistre notamment un match nul face à la France 23-23 le 25 novembre 2017, ou encore une courte défaite de 3 points au Pays de Galles le 19 novembre 2016. De plus le palmarès de la sélection s’enrichit en 2019 avec une victoire pour la troisième fois de son histoire dans la Coupe des nations du Pacifique.
Pendant cette période la franchise des Sunwolves connait beaucoup moins de réussite. En quatre participation au Super Rugby de 2016 à 2019 elle finit 3 fois dernière et une fois avant-dernière. Le constat est d'autant plus cruel que l'équipe des Jaguares argentins, construite sur le même modèle, est en progression constante et parvient à se qualifier 2 fois pour les phases finales. En mars 2019 la SANZAAR annonce que le championnat 2020 sera le dernier pour la franchise des Sunwolves. Cette décision serait sans rapport avec les résultats sportifs mais motivée par des motifs financiers . La fédération sud-africaine, dont les franchises doivent effectuer de longs voyages, aurait également fait pression en ce sens. De plus l'objectif premier lors de sa création de faire progresser les joueurs japonais n'a pas été tenu étant donné que la majorité des joueurs de l'équipe sont étrangers. Cet état de fait et les mauvais résultats n'empêchent pas la franchise de jouir d'une bonne popularité au Japon.

### 2019, une coupe du monde à la maison réussie
L'objectif fixé est atteint puisque pour la première fois de son histoire l'équipe du Japon se qualifie pour les quarts de finale de la Coupe du monde en terminant en tête de poule.
Le 28 septembre 2019, lors de son second match de la coupe du monde de 2019 chez elle, l'équipe japonaise bat pour la 1re fois l'Irlande sur le score de 19 à 12, signant ainsi un deuxième exploit en Coupe du monde. Le premier match contre la Russie a lui vu une large victoire japonaise. Les Brave Blossoms battent ensuite les Samoa. Pour la dernière rencontre, ils signent une victoire historique 28-21 contre l’Écosse, malgré un contexte local très particulier : la veille le typhon Hagibis avait frappé l'île centrale du Japon en faisant des dégâts considérables et une trentaine de victimes. Invaincu, les japonais terminent en tête de leur poule et accèdent pour la première fois de leur histoire aux quarts de finale, où ils rencontrent l'Afrique du Sud. Ils ne font cependant pas le poids face à un adversaire revanchard et sont éliminés sur le score de 3 à 26. À l'issue de la Coupe du monde, le Japon se classe 8e au classement mondial des équipes de rugby à XV.

### Création de la League One et Covid-19
À partir de 2021, la Top League, championnat national à structure corporatiste, cède la place à la League One, championnat professionnel calqué sur le modèle européen. Le modèle permet deux types de contrat : soit les joueurs sont sous contrat avec le club pour une durée déterminée, comme en France, soit ils sont salariés de l'entreprise propriétaire du club (héritage du système corporatif). Le nombre d'équipe de l'élite reste fixé à douze, et deux divisions inférieures professionnelles sont également créées. Le but annoncé est de développer le rugby de haut niveau au Japon, alors que dans le même temps la franchise des Sunwolves disparait du Super Rugby. Par ailleurs, Asia Rugby annonce en 2023 le projet de création d'une coupe d'Asie des clubs : l'Asia Grand Rugby League.
Certains joueurs japonais atteignent le plus haut niveau international, à l'instar du troisième ligne Kazuki Himeno considéré comme un des meilleurs du monde à son poste et recruté par la franchise des Highlanders en Super Rugby. Cependant l'équipe nationale pâtît de la pandémie de Covid-19 car elle ne dispute aucun Test match pendant presque 2 ans, entre octobre 2019 et juillet 2021. En 2022, l'équipe semble avoir perdu certains repères mais parvient à accrocher des grandes nations avec des défaites honorables face à la France (15-20) et la Nouvelle-Zélande (31-38).
Pire, la pandémie semble avoir éteint l'« effet coupe du monde » tant espéré par la fédération japonaise et Asia Rugby pour développer le rugby à XV. En effet, les pays d'Asie Pacifique sont ceux où les restrictions sanitaires furent les plus sévères dans le monde. La plupart des compétitions sportives, amateures ou professionnelles, sont annulées et les pertes financières sont énormes. En septembre 2020, un rapport de World Rugby indique que la coupe du monde 2019 a attiré plus de 2 millions de nouveaux pratiquants en Asie, dont 1,18 million au Japon. Certains contestent ces chiffres jugés trop optimistes. Le rapport comptabilise les personnes exposées aux évènements ponctuels d'initiation au rugby et non les nouveaux pratiquants réguliers ou nouveaux licenciés. De plus, dans le cas du Japon, la baisse continue du nombre de naissances et donc d'écoliers se répercutent sur le rugby à XV qui est essentiellement pratiqué dans les milieux scolaire et universitaire.

### 2023, une coupe du monde en demi-teinte
Lors de la coupe du monde de rugby en France, le Japon termine troisième de la poule D, avec deux victoires (Samoa et Chili) et deux défaites (Angleterre et Argentine) et ne renouvelle pas sa performance de l'édition précédente où il avait atteint les quarts-de-finale. Les Japonais échouent de peu à se qualifier  lors du dernier match face à l'Argentine qui voit de nombreux rebondissements. Malgré ce résultat décevant les Japonais laissent une image positive avec un style de jeu vif et enthousiasmant.
La saison qui suit, la League One attire de nombreux joueurs sudistes, dont pas moins de 12 finalistes sud-africains et néo-zélandais de la coupe du monde. Le championnat japonais confirme ainsi sa montée en puissance sur les plans financier et sportif, alors que dans le même temps le Super Rugby connaît des difficultés. Selon Hajime Shoji, directeur opérationnel de la League One, la saison précédente a attiré plus d'1 million de spectateurs et la finale 42 000.

## Institution dirigeante
La fédération japonaise de rugby à XV (Japan Rugby Football Union) a la charge d'organiser et de développer le rugby à XV au Japon. Elle regroupe les fédérations provinciales, les clubs, les associations, les sportifs, les entraîneurs, les arbitres, pour contribuer à la pratique et au développement du rugby dans tout le territoire japonais.
La Japan Rugby Football Union (JRFU) est créée le 30 novembre 1926. La JRFU est membre de l'International Rugby Board depuis 1987, avec un siège dans le Conseil exécutif. La JRFU gère l'Équipe du Japon de rugby à XV.

## Compétitions

### League One
Afin de promouvoir le rugby et d'améliorer le niveau du championnat national, la fédération japonaise (JRFU) décide en 2002 de réorganiser le fonctionnement de ses compétitions. Douze clubs disputent la compétition majeure renommée Top League à compter de la saison 2003-2004 avec un système de promotion et de relégation entre les niveaux. Les premières saisons le championnat attire des joueurs des îles et propose des rencontres intéressantes et ouvertes. L'intérêt cependant est limité à des supporters inconditionnels et aux employés des grandes entreprises propriétaires des clubs. Dans les années 2010, des stars sudistes sont recrutées et les salaires s'envolent.  L'exploit des Brave Blossoms en 2015 face à l'Afrique du Sud dope la popularité du rugby et du championnat domestique.
En 2021, la JRFU décide une nouvelle refonte du championnat élite qui devient la League One. Au total 3 divisions professionnelles sont créées. Le nouveau championnat attire de nombreuses stars sudistes.

### All-Japan Championship
Ce championnat est disputé en fin de saison et comprend le club champion, des équipes de Top League, les deux meilleures équipes universitaires.

### Microsoft Cup
La Microsoft Cup est une compétition à élimination directe patronnée par Microsoft Japon. Ce sont les clubs qui disputent la Top League qui peuvent convoiter le trophée.

### Championnat universitaire
Une compétition annuelle est disputée par des équipes des grandes universités japonaises.

### Tournoi national lycéen
Une compétition annuelle est disputées par des équipes des high schools japonaises

### Coupe du monde
Le Japon a été désigné comme pays organisateur de la coupe du monde de rugby à XV 2019.

## Popularité

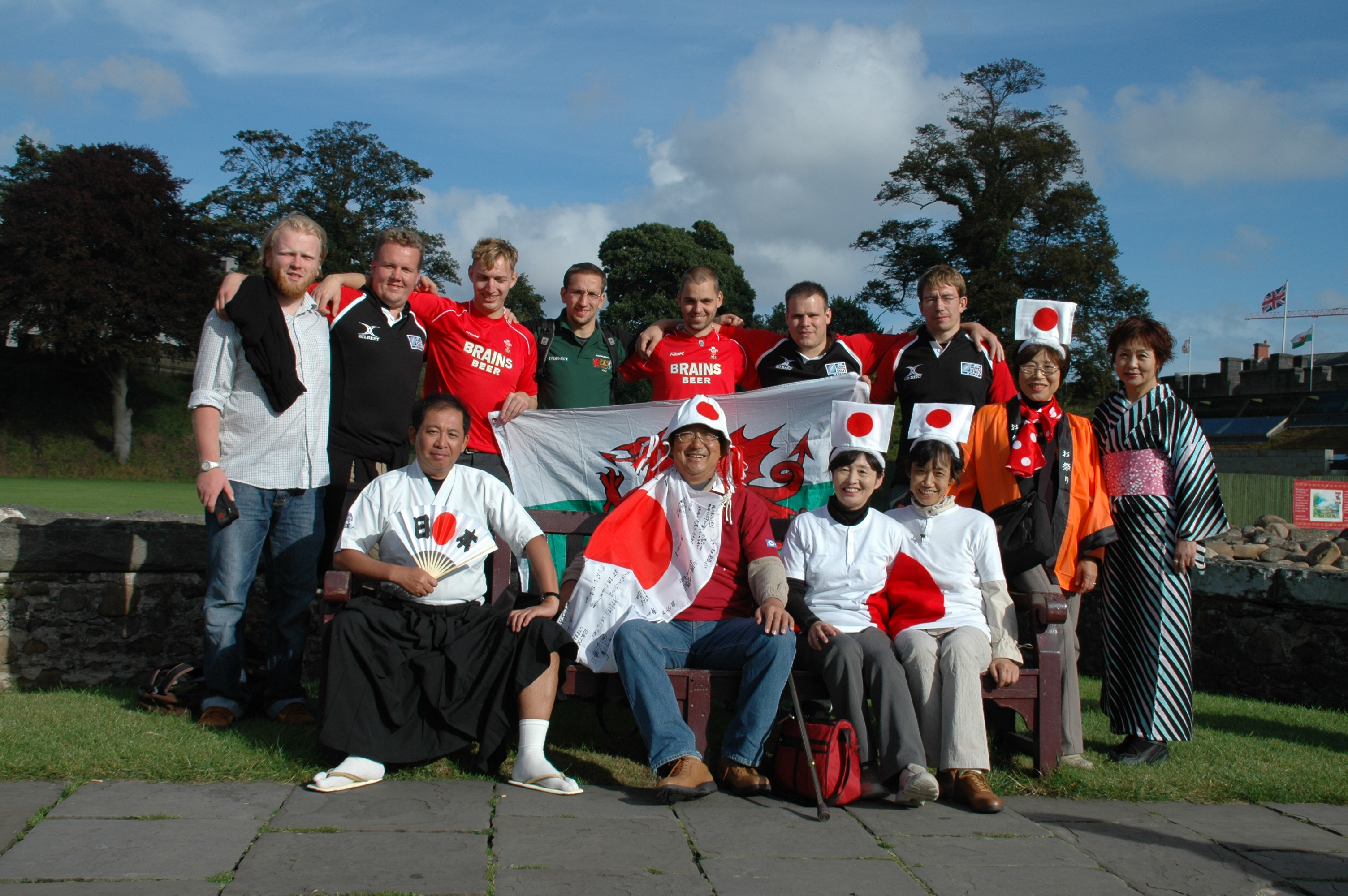
Des supporters du Japon en 2007.

C'est le troisième sport collectif le plus populaire derrière le baseball et le football, et ce, malgré des résultats décevants de l'équipe nationale, surtout lors de chaque phase finale de Coupe du monde. Le rugby est absent des grandes chaînes hertziennes, il est retransmis sur le câble et les chaînes à péage, ce qui met un frein à sa croissance.
Doublé par le football à la suite du succès de la Coupe du monde 2002, le rugby revient sur le devant de la scène avec les performances historiques de l'équipe nationale lors de la Coupe du monde 2015. Le match de poule face aux Samoa a ainsi été suivi par 25 millions de téléspectateurs japonais . Certains joueurs phares deviennent de véritables stars au Japon, comme le buteur Ayumu Goromaru.
La Nouvelle-Zélande a été retenue comme pays hôte de la Coupe du monde de rugby à XV 2011 lors d'une réunion de l'International Rugby Board (IRB) qui s’est tenue à Dublin le 17 novembre 2005. Le vote a été effectué en deux tours, le projet concurrent proposé par l'Afrique du Sud est éliminé au premier tour et celui présenté par le Japon, pourtant très solide et soutenu par le gouvernement japonais, est éliminé au second tour (13 votes pour la Nouvelle-Zélande et 8 pour le Japon).
Cette décision a été critiquée comme faisant la part belle à la dizaine de fédérations les plus puissantes, accusées de rester entre elles, au détriment du développement international du rugby. Toutefois, le Japon a obtenu le 28 juillet 2009 l'organisation de la coupe du monde de rugby en 2019.

## Équipes nationales

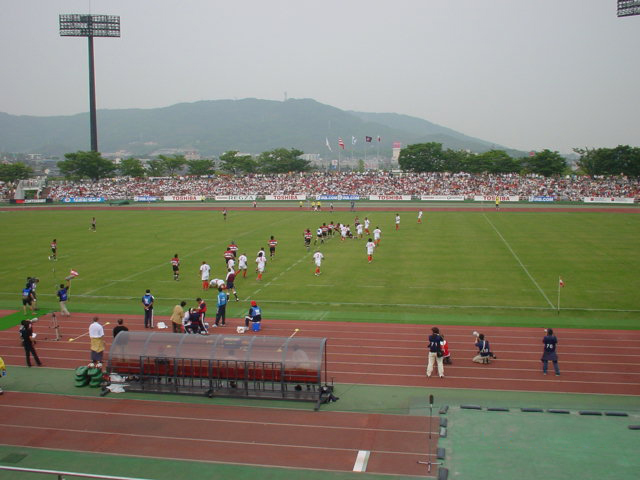
Le Japon contre les Tonga au Honjo Stadium le 4 juin 2006.

L'équipe du Japon de rugby à XV rassemble les meilleurs joueurs du Japon sous le patronage de la Japan Rugby Football Union. Les Japonais jouent en maillot rayé rouge et blanc, short blanc, bas blanc avec une bande rouge. 
En plus de la Coupe du monde, le Japon participe également depuis 2008 au tournoi des cinq nations asiatique et a remporté la première édition. L'équipe a participé à toutes les Coupes du monde mais n'a jamais dépassé le premier tour. Cependant le Japon progresse régulièrement sur la scène internationale comme le prouve sa courte défaite contre les Fidji eux-mêmes quarts de finalistes.